# Bolitoglossa engelhardti
Bolitoglossa engelhardti е вид земноводно от семейство Plethodontidae. Видът е застрашен от изчезване.

## Разпространение
Разпространен е в Гватемала и Мексико.

## Описание
Популацията на вида е намаляваща.